# الحمراء (مستباء)

تعديل مصدري - تعديل

الحمراء هي إحدى قرى عزلة غرب مستباء بمديرية مستباء التابعة لمحافظة حجة، بلغ تعداد سكانها 928 نسمة حسب تعداد اليمن لعام 2004.